# گریگوری لورنزی
گریگوری لورنزی (انگلیسی: Grégory Lorenzi؛ زادهٔ ۱۷ دسامبر ۱۹۸۳) بازیکن فوتبال اهل فرانسه است.
از باشگاه‌هایی که در آن بازی کرده‌است می‌توان به باشگاه فوتبال باستیا، باشگاه فوتبال یان رگنسبورگ، و باشگاه فوتبال استاد برستوا ۲۹ اشاره کرد.
وی همچنین در تیم ملی فوتبال Corsica بازی کرده‌است.